# مال من (مجموعه تلویزیونی)
مال من (کره‌ای: 마인؛ انگلیسی: Mine) یک مجموعه تلویزیونی کره جنوبی سال ۲۰۲۱ به کارگردانی لی نا جونگ و با بازی لی بو یونگ، کیم سو هیونگ، لی هیون ووک و اوک جا یون است. داستان این مجموعه حول محور زنان قوی می‌چرخد که خود را از تعصبات جامعه رها می‌کنند تا 'مال من' واقعی خود را پیدا کنند. مال من اولین درام کره‌ای است که یک شخصیت اصلی زن لزبین را به نمایش می‌گذارد.
این مجموعه از ۸ مه تا ۲۷ ژوئن ۲۰۲۱، روزهای شنبه و یکشنبه ساعت ۲۱:۰۰ (کی‌اس‌تی) از تی‌وی‌ان برای ۱۶ قسمت پخش شد. مال من برای استریم در نتفلیکس در مناطق منتخب قابل دسترسی است.
این مجموعه در ۲۷ ژوئن ۲۰۲۱ با میانگین آمار بینندگان ۸٫۲۰۸٪ در سراسر کشور و ۹٫۰۷۸٪ در ناحیه پایتختی و میانگین ۱٫۸۲۶ میلیون مخاطب در هر قسمت به پایان رسید. قسمت پایانی به میانگین آمار بینندگان ۱۰٫۵٪ و ۱۱٫۲٪ به ترتیب در سراسر کشور و ناحیه پایتختی دست یافت که بالاترین امتیاز این مجموعه نیز بودند.

## بازیگران

### اصلی
- لی بو یونگ در نقش سو هی سو[۹]
- کیم سو هیونگ در نقش جونگ سو هیون
  - چو هه وون در نقش جوانی جونگ سو هیون[۱۰]
- اوک جا یون در نقش کانگ جا کیونگ[۱۱]